# One Step Beyond
One Step Beyond... är den brittiska ska/popgruppen Madness första album, utgivet 1979. Det har ofta utnämnts till Madness bästa album. I en röstning arrangerad av den brittiska tv-kanalen Channel 4 för att utse världens bästa musikalbum, kom One Step Beyond... på 90:e plats. Detta är Madness mest skainfluerade album, de senare är mer popiga.
I Storbritannien låg One Step Beyond... 78 veckor på albumlistan, och nådde som bäst en andra plats. I Sverige nådde det en tolfte plats, och stannade på listan i sju veckor. I Norge blev det en tjugofjärde plats och sju veckor på listan.

## Låtlista

### Sida 1
1. "One Step Beyond..." (Cecil "Prince Buster" Campbell) – 2:18
2. "My Girl" (Michael Barson) – 2:44
3. "Night Boat to Cairo" (Barson, Graham McPherson) – 3:31
4. "Believe Me" (Barson, John Hasler) – 2:28
5. "Land of Hope and Glory" (Christopher Foreman, Lee Thompson) – 2:57
6. "The Prince" (Thompson) – 3:18
7. "Tarzan's Nuts" (Barson, Carl Smyth) – 2:24

### Sida 2
1. "In the Middle of the Night" (Foreman, McPherson) – 3:01
2. "Bed and Breakfast Man" (Barson) – 2:33
3. "Razor Blade Alley" (Thompson) – 2:42
4. "Swan Lake" (Trad.) – 2:36
5. "Rockin' in a Flat" (Wurlitzer) – 2:29
6. "Mummy's Boy" (Mark Bedford) – 2:23
7. "Madness" (Campbell) – 2:38
8. "Chipmunk Are Go!" (Smyth) – 2:51

## Övrigt
- Chas Smash är inte med på framsidan på omslaget, eftersom han inte räknades som en fullständig medlem när skivan lanserades. Han finns dock med på baksidan, där han visar "nutty dance"-stegen.
- "The Prince" kallas ibland bara för "Prince" på låtlistorna.
- "Bed and Breakfast Man" var tänkt att släppas som singel efter "Work, Rest and Play"-EP:n, men idén lades ner. Det hann dock spelas in en musikvideo till den.
- "Land of Hope and Glory" skrevs av Lee Thompson utifrån sina egna erfarenheter av ungdomsfängelser, där han tillbringat en tid efter att ha gripits för snatteri.
- "Swan Lake" är en ska-version av Pjotr Tjajkovskij's stycke från baletten med samma namn.
- Låten "Madness" är en cover från en låt av Prince Buster. På många omslag står den inte med, trots att den alltid finns med på skivan.

## Medverkande
- Graham McPherson – sång
- Michael Barson – keyboard
- Christopher Foreman – gitarr
- Mark Bedford – basgitarr
- Lee Thompson – barytonsaxofon, tenorsaxofon, sång (ledsång på "Land of Hope and Glory" och "Razor Blade Alley")
- Daniel Woodgate – trummor
- Chas Smash – sång (ledsång på "One Step Beyond..." och "Chipmunks Are Go")

## Singlar
- "The Prince" / "Madness" (10 augusti) 1979
- "One Step Beyond..." / "Mistakes" (26 oktober 1979)
- "My Girl" / "Stepping Into Line" (21 december 1979
- "Work, Rest and Play" (EP): "Night Boat to Cairo" / "Deceives The Eye" / "The Young And the Old" / "Don't Quote Me On That" (1980